# Josephsburg
Josephsburg - stacja metra w Monachium, na linii U2. Stacja została otwarta 29 maja 1999.